# ژان د والیر
ژان د والیر (به فرانسوی: Jean des Vallières) نویسنده، کارگردان و فیلم‌نامه‌نویس قرن نوزدهم میلادی اهل فرانسه است.